# Черноопашата гърмяща змия
Черноопашатите гърмящи змии (Crotalus molossus) са вид влечуги от семейство Отровници (Viperidae).
Разпространени са в голяма част от Мексико и съседните области на Съединените американски щати.
Таксонът е описан за пръв път от американския естественик Спенсър Фулъртън Бърд през 1853 година.

## Подвидове
- Crotalus molossus estebanensis
- Crotalus molossus molossus
- Crotalus molossus nigrescens
- Crotalus molossus oaxacus